# Girl is Girl by nicola
Girl is Girl by nicola（ガールイズガール バイニコラ） は女子小中学生向けセレクトショップで通称「ニコラショップ」。また同店で主に販売されるファッションブランド。
2002年、伊藤忠商事と新潮社の提携により、新潮社の女子小中学生向けファッション誌『ニコラ』読者層を対象にしたセレクトショップとして原宿に一号店を開店。
2003年にはガールイズガールそのものをファッションブランドとする事業に着手。商品種別ごとにメーカーにサブライセンスを行うことで、急速に商品数を拡大した。
ガールイズガールの宣伝は主にニコラ誌上で行い、同誌のモデル・ニコモを採用する。また、テレビCMにはニコモの岡本玲を起用した。
また、毎年人気ニコモとコラボレーションした水着を販売している。

## メーカーと商品種別
- ヨークス： ニット小物・帽子
- 岡本： ソックス
- スケーター： 小物・雑貨
- タニイ： タオル・ネイル
- ヤマトヤ： 水着
- ボブソン： アウター
- マルヨシ： バッグ
- コッカ： 布地
- ロイネ： インナー
- エフミック福井： メガネ・小物
- カイタックファミリー： ナイティー